# Tribe of Force
Tribe of Force é o terceiro álbum de estúdio da banda alemã de hero-metal a capella Van Canto, a ser lançado em 1 de março de 2010. É o primeiro lançamento da banda com a Nuclear Blast.
Neste álbum, há dois covers: "Master of Puppets" (do Metallica) e "Rebellion" (do Grave Digger). Pela primeira vez, a banda terá num álbum participações especiais: Victor Smolski (da banda Rage) canta em "One To Ten", Tony Kakko (da banda Sonata Arctica) canta em "Hearted" e Chris Boltendahl (do Grave Digger) canta em "Rebellion".

## Faixas
1. "Lost Forever" - 4:44
2. "To Sing a Metal Song" - 3:24
3. "One to Ten" (com Victor Smolski) - 4:06
4. "I Am Human" - 3:56
5. "My Voice" - 5:30
6. "Rebellion" (com Chris Boltendahl, cover do Grave Digger) - 4:05
7. "Last Night of the Kings" - 3:52
8. "Tribe of Force" - 3:17
9. "Water. Fire. Heaven. Earth." - 3:32
10. "Master of Puppets" (cover do Metallica) - 8:23
11. "Magic Taborea" - 3:22
12. "Hearted" (com Tony Kakko) - 4:00
13. "Frodo's Dream" - 3:06